# شرکت موزیلا
موزیلا کورپوریشن (انگلیسی: Mozilla Corporation) شرکت نرم‌افزار آمریکایی است، که در سال ۲۰۰۵ تأسیس شد.